# Flowers in the Dirt
| Críticas profissionais | Críticas profissionais |
| Avaliações da crítica  | Avaliações da crítica  |
| Fonte                  | Avaliação              |
| ---------------------- | ---------------------- |
| AllMusic               | [ 1 ]                  |
| Rolling Stone          | [ 2 ]                  |
| Los Angeles Times      | [ 3 ]                  |

Flowers in the Dirt é o oitavo álbum de estúdio do cantor e compositor britânico Paul McCartney, lançado em 1989. É considerado como uma espécie de retorno já que depois de seu lançamento, Paul partiu em turnê mundial - (durante essa turnê ele veio ao Brasil pela primeira vez, apresentando-se no estádio do Maracanã, Rio de Janeiro, em 1990) coisa que ele não fazia desde a turnê com os Wings em 1976. Neste álbum, Paul conta novamente com a participação do guitarrista da banda britânica Pink Floyd, David Gilmour, em uma das faixas.

## Contexto e produção
Depois do relativo fracasso de vendas dos álbums Press to Play (1986), McCartney reconheceu a necessidade de trabalhar mais duro na produção de seu próximo disco. Por isso, o processo de gravação e aperfeiçoamento das músicas durou cerca de 18 meses. Durante esse período, realizou uma parceria com Elvis Costello que se tornou muito proveitosa, até porque o ex-Beatle afirmou que Costello se assemelhava muito com John Lennon.
Além da participação de Elvis Costello, que escreveu músicas junto com Paul e fazendo um dueto em You Want Her Too, o guitarrista David Gilmour também foi incluído no projeto. Ele já havia participado das gravações do álbum Give My Regards to Broad Street e foi convidado novamente para tocar em We Got Married.

## Músicas
Todas as faixas são creditadas a Paul McCartney, exceto onde indicado:
| N.º | Título                                                    | Duração |  |
| 1.  | "My Brave Face" (Paul McCartney, Elvis Costello)          | 3:18    |  |
| 2.  | "Rough Ride"                                              | 4:43    |  |
| 3.  | "You Want Her Too" (Paul McCartney, Elvis Costello)       | 3:11    |  |
| 4.  | "Distractions"                                            | 4:39    |  |
| 5.  | "We Got Married"                                          | 4:57    |  |
| 6.  | "Put It There"                                            | 2:07    |  |
| 7.  | "Figure Of Eight"                                         | 3:25    |  |
| 8.  | "This One"                                                | 4:10    |  |
| 9.  | "Don't Be Careless Love" (Paul McCartney, Elvis Costello) | 3:18    |  |
| 10. | "That Day Is Done" (Paul McCartney, Elvis Costello)       | 4:19    |  |
| 11. | "How Many People"                                         | 4:14    |  |
| 12. | "Motor Of Love"                                           | 6:18    |  |
| 13. | "Ou Est Le Soleil?" (incluída na versão de CD)            | 4:45    |  |